# Greatest Hits: My Prerogative (vídeo)
Greatest Hits: My Prerogative é o sétimo álbum de vídeo da cantora norte-americana Britney Spears. Foi lançado em 9 de novembro de 2004, através da Jive Records, acompanhando a coletânea musical de mesmo nome.
A coleção altamente interativa e desenvolvida por Jim Swaffield, contém todos os videoclipes de Spears, lançados entre 1998 e 2004, incluindo material não-lançado das filmagens de "Outrageous". Também contém versões alternativas dos videoclipes, com imagens nunca antes vistas.
Greatest Hits: My Prerogative recebeu ampla aclamação da crítica por sua qualidade audiovisual e elogios à Spears por ser a "melhor artista de videoclipes". Um sucesso comercial, estreou na terceira posição da tabela Top Music Videos da Billboard e recebeu o certificado de platina dupla da Recording Industry Association of America (RIAA).

## Antecedentes
Em 13 de Agosto de 2004, Spears anunciou que lançaria pela Jive Records uma coletânea musical chamada Greatest Hits: My Prerogative, em 16 de Novembro de 2004. Um  DVD também seria lançado no mesmo dia, contendo os video-clipes da cantora. O DVD foi produzido em cerca de 4 meses, já que a equipe da gravadora precisou juntar partes não-utilizadas de video-clipes, instrumentais e áudios alternativos. O DVD possui dois menus - um em que é possível visualizar todos os video-clipes de Spears até a data, assim como um trecho não-lançado comercialmente do video-clipe de "Outrageous"; e outro menu com versões alternativas de video-clipes como ...Baby One More Time", "(You Drive Me) Crazy" , "Oops!...I Did It Again" e "I'm a Slave 4 U". O lançamento do DVD foi alterado depois para o dia 9 de Novembro de 2004.

## Recepção da crítica
James Griffiths do jornal britânico The Guardian disse: "Aqui vem a rainha do pop em uma caixa tão brilhante que você pode ver seu próprio rosto nela. Spears é descrita na capa de seu novo DVD como 'a melhor performer de video-clipes', e ao assistir os 20 video-clipes deste, é difícil de não concordar." Ele também comentou sobre o menu inovador, mas comentou que este não é tão impressionante e que é preciso de tempo para descobrir que existe mais de um. Music Week disse que os "vinte video-clipes incluídos [possuem] ótimo som e história". A Allmusic deu quatro estrelas e meia para o DVD.

## Lista de faixas
| N.º            | Título                                                    | Compositor(es) | Diretor(es)      | Duração |  |
| 1.             | "My Prerogative"                                          | Bobby Brown Genne Griffin Edward Teddy Riley                                                                       | Jake Nava        | 3:47    |  |
| 2.             | "Outrageous"                                              | R. Kelly | Dave Meyers      | 0:45    |  |
| 3.             | "Everytime"                                               | Britney Spears Anette Stamatelatos                                                                                 | David LaChapelle | 4:08    |  |
| 4.             | "Toxic"                                                   | Christian Karlsson Pontus Winnberg Cathy Dennis Henrik Jonback                                                     | Joseph Kahn      | 3:32    |  |
| 5.             | "Me Against the Music" (com part. de Madonna)             | Terius "The Dream" Nash Thabiso Nikhereanye Gary O'Brien Madonna Christopher Tricky Stewart Spears Penelope Magnet | Paul Hunter      | 4:02    |  |
| 6.             | "Boys" (The Co-Ed Remix) (com part. de Pharrell Williams) | Williams Chad Hugo                                                                                                 | Meyers           | 3:36    |  |
| 7.             | "I Love Rock 'n Roll"                                     | Alan Merrill Jake Hooker                                                                                           | Chris Applebaum  | 3:08    |  |
| 8.             | "I'm Not a Girl, Not Yet a Woman"                         | Max Martin Rami Yacoub Dido Armstrong                                                                              | Wayne Isham      | 3:49    |  |
| 9.             | "Overprotected" (The Darkchild Remix)                     | Martin Yacoub | Applebaum        | 3:29    |  |
| 10.            | "Overprotected"                                           | Martin Yacoub | Billie Woodruff  | 3:54    |  |
| 11.            | "I'm a Slave 4 U"                                         | Williams Hugo | Francis Lawrence | 3:23    |  |
| 12.            | "Don't Let Me Be the Last to Know"                        | Robert John "Mutt" Lange Shania Twain Keith Scott                                                                  | Herb Ritts       | 3:52    |  |
| 13.            | "Stronger"                                                | Martin Yacoub | Kahn             | 3:37    |  |
| 14.            | "Lucky"                                                   | Martin Yacoub Alexander Krolund                                                                                    | Meyers           | 4:10    |  |
| 15.            | "Oops!... I Did It Again"                                 | Martin Yacoub | Nigel Dick       | 4:12    |  |
| 16.            | "From the Bottom of My Broken Heart"                      | Eric Foster White                                                                                                  | Gregory Dark     | 4:31    |  |
| 17.            | "Born to Make You Happy"                                  | Kristian Lundi Andreas Carlsson                                                                                    | Woodruff         | 3:39    |  |
| 18.            | "(You Drive Me) Crazy" (The Stop Remix!)                  | Martin David Kreguer Per Magnusson Jörgen Elofsson                                                                 | Dick             | 3:18    |  |
| 19.            | "Sometimes"                                               | Elofsson | Dick             | 3:53    |  |
| 20.            | "...Baby One More Time"                                   | Martin | Dick             | 3:57    |  |
| Duração total: | Duração total:                                            | Duração total: | Duração total:   | 68:53   |  |

## Desempenho nas tabelas musicais
| Chart (2004)                | Posição |
| --------------------------- | ------- |
| Australian Top 40 Music DVD | 1       |
| Hungarian Top 20 DVD        | 2       |
| Billboard Top Music Videos  | 9       |

| País           | Empresa  | Certificado | Vendas |
| -------------- | -------- | ----------- | ------ |
| Argentina      | CAPIF    | 2× Platina  | 80,000 |
| Austrália      | ARIA     | 2× Platina  | 85,000 |
| México         | AMPROFON | Ouro        | 35,000 |
| Estados Unidos | RIAA     | 2× Platina  | 80,000 |